# Jennifer Hale
Jennifer Hale (* 1. ledna 1965 Happy Valley-Goose Bay, Labrador, Kanada) je americká herečka kanadského původu. Její nejznámější role, kde propůjčila svůj hlas, jsou v animovaných filmech z produkce Disney a v počítačových hrách.

## Životopis
Jennifer Hale vyrůstala ve Spojených státech. Vystudovala Alabamskou uměleckou školu v Birminghamu v Alabamě. Zatímco Jennifer Hale studovala, začala pracovat jako produkční asistentka. Po dokončení studia pracovala jako herečka a žila střídavě v Birminghamu a Atlantě. První velký zlom v její kariéře přišel v roce 1988, kdy dostala roli v televizním filmu A Father's Homecoming. Poté odešla do Hollywoodu a od roku 1993 začala s dabováním počítačových her, animovaných filmů a seriálů. Několikrát se objevila jako host ve známých televizních show, jako například Charmed, ER, Just Shoot Me! a dalších.

## Kariéra

### Filmová tvorba
- Billy & Mandy's Big Boogey Adventure (2007) (hlas) — Billyho matka
- TMNT (2007) (hlas)
- Cinderella III: A Twist in Time (2007) (hlas) — Cinderella
- Codename: Kids Next Door: Operation: Z.E.R.O. (2006) (hlas) — Numbuh 86, Treehouse Computer
- Ultimate Avengers 2 (2006) (hlas — Barbara/Valkyre
- Lilo & Stitch 2: Stitch Has a Glitch (2005) (hlas)
- Powerpuff Girls: Twas the Fight Before Christmas (2003) (hlas) Princezna Morbucks
- Scooby-Doo and the Legend of the Vampire (2003) (hlas) — Thorn a Královna
- The Powerpuff Girls Movie (2002) (hlas)
- Cinderella II: Dreams Come True (2002) (hlas) — Cinderella
- Mickey's Magical Christmas: Snowed in at the House of Mouse (2001) (hlas) — Cinderella
- Cowboy Bebop: Knockin' on Heaven's Door (2001) (hlas: Anglická verze) — Elektra Ovirowa
- Scooby-Doo and the Alien Invaders (2000) (hlas) — Dottie
- Sinbad: Beyond the Veil of Mists (2000) (hlas) — Princezna Serena
- Scooby-Doo and the Witch's Ghost (1999) (hlas) — Thorn
- Mighty Ducks the Movie: The First Face-Off (1997) (hlas) — Mallory McMallard
- Bruno the Kid: The Animated Movie (1996) (hlas) — Leecy Davidson
- Gold Diggers: The Secret of Bear Mountain (1995) (hlas) Carren Learning
- Mortal Kombat: The Journey Begins (1995) (hlas) — Soňa
- Love Potion No. 9 (1992) — Catty Woman

### Televizní tvorba
- Legion of Super Heroes (2006) (hlas) — Císařovna Emeralda, Martha Kent, další hlasy
- Class of 3000 (2006) (hlas) — Madison Spaghettini Papadopoulos
- Ben 10 (2006) (hlas) — Učitelka/Jamie (epizoda „And Then There Were 10“, „The Alliance“, „Camp Fear“
- Avatar: The Last Airbender (2005) (hlas)
- Camp Lazlo (2005) (hlas) — Paní McCannonová/Misty/Suzie
- Brandy & Mr. Whiskers (2004) (hlas) — Margo
- Justice League Unlimited (2004) (hlas) — Black Siren/Inza/Zatanna/Giganta/Killer Frost
- Xiaolin Showdown (2003) (hlas) — Katnappe
- Stuart Little (2003) (hlas) — malá Eleanor/Martha
- Gotham Girls (2002) (hlas)
- Mirmo! (2002–2005) (hlas) Pappi
- Codename: Kids Next Door (2002) (hlas)
- Cowboy Bebop (2001) (hlas) — Electra Ovilo
- Totally Spies! (2001) (hlas) — Samantha "Sam" /Mandy a další
- The Grim Adventures of Billy and Mandy] (2001) (hlas)
- Samurai Jack (2001) (hlas) — různé hlasy
- Shrinking Violet (2001) (hlas) — Raven Wells
- Disney's House of Mouse (2001) (hlas) — Cinderella/Princezna Aurora
- Spider-Man Unlimited (1999) (hlas)
- The Chimp Channel (1999) (hlas) — Marina
- Rocket Power (1999) (hlas) — Paula Dullard
- The Powerpuff Girls (1998) (voice) — Princezna Morbucks/slečna Keaneová/Big Mary/Sedusa a další
- The Real Adventures of Jonny Quest (1996) (hlas) — Jessica Margaret Leya 'Jessie' Bannon (1997)
- Bruno the Kid (1996) (hlas) — Leecy Davidson
- Mighty Ducks (1996) (hlas) — Mallory McMallard
- The Twisted Tales of Felix the Cat (1995) (voice) — různé hlasy
- Spider-Man: The Animated Series (1994) (hlas) — Felicia Hardy/Black Cat
- Iron Man (1994) (hlas) — Spider-Woman/Julia Carpenter (1995–1996)
- Scooby-Doo in Arabian Nights (1994) (hlas) Alliyah-din
- Skeleton Warriors (1994) (hlas) — Jennifer Steele a.k.a. Talyn
- Where on Earth is Carmen Sandiego? (1994) (hlas) — Ivy
- Sonic the Hedgehog (1993) (hlas) — různé hlasy
- The Pink Panther (1993) (hlas) — různé hlasy
- In the Line of Duty: Manhunt in the Dakotas (1991) (hlas) — Mary Ann Kahl
- Traveling Man (1989) (hlas) — Joey
- A Father's Homecoming (1988) (hlas)

### Videohry
- The Long Dark (2017) – Doktorka Astrid Greenwoodová
- Halo 5 (2015) – Sarah Palmer
- Halo 4 (2012) – Sarah Palmer
- BioShock Infinite (2013) – Rosalind Lutece
- Halo Infinite (2021) – Sarah Palmer
- Overwatch (2016) – Ashe
- République (2013)
- League of Legends (2013) – Lissandra (anglický dabing)
- Guild Wars 2 (2012) – Queen Jennah
- Mass Effect 3 (2012) – Jane Shepardová
- Mass Effect 2 (2010) – Jane Shepardová
- Mass Effect (2007) – Jane Shepardová
- Metroid Prime 3: Corruption (2007) – Samus Aran
- Syphon Filter: Dark Mirror (2006) – Maggie/Mara Aramov
- Dance Revolution: Mario Mix (2005) – Toadette
- Kingdom of Paradise (2005) – Xiux Yu/Ginritsu
- Neopets: The Darkest Faerie (2005) – Illusen/Vanity
- The Matrix: Path of Neo (2005) – Trinity (voce)
- Doom 3: Resurrection of Evil (2005) – Dr. Elizabeth McNeil
- Shadow of Rome (2005) – Chamain/voci aggiuntive
- Star Wars: the Old Republic (2011) – Satele Shan, female Trooper
- Star Wars: Knights of the Old Republic II: The Sith Lords (2004) – Bastila Shan
- Metroid Prime 2: Echoes (2004) – Samus Aran
- EverQuest II (2004) – Generic Racial Callouts
- The Bard's Tale (2004) – Voci aggiuntive
- Syphon Filter: The Omega Strain (2004) – Maggie/Mara Aramov
- Samurai Jack: The Shadow of Aku (2004) – Kid/Lizard/Villager/Slave
- Metal Gear Solid: The Twin Snakes (2004) – Dr. Naomi Hunter
- Wrath Unleashed (2004)
- Maximo vs. Army of Zin (2004) – Elizabet/White Lady
- XenosagaEpisode II: Jenseits von Gut und Böse (2004) – Nigredo/Operator/U.M.N. Staff
- Tak and the Power of Juju (2003) – Flora
- Star Wars Jedi Knight: Jedi Academy (2003) – Jaden Korr (žena)
- Tales of Symphonia (2003) – Sheena Fujibayashi
- Star Wars: Knights of the Old Republic (2003) – Bastila Shan
- Onimusha (2003) – Kaede
- Dark Chronicle (2002) – Holly
- Metroid Prime (2002) – Samus Aran
- Metal Gear Solid 2: Substance (2002) – Emma Emmerich (E.E.)
- Bruce Lee: Quest of the Dragon (2002) – Xialon/voci aggiuntive
- Stitch Experiment 626 (2002)
- Bloody Roar (2002) (uncredited) – Alice/Shina/Uriko
- EOE: Houkai no zenya (2002) – Eliel Evergrand
- La Pucelle: Tactics (2002) (voce: English version) – Prier
- Baldur's Gate series (2001)
- Metal Gear Solid 2: Sons of Liberty (2001) – Emma Emmerich (E.E.)
- Spider-Man 2 (2001) – Rogue/Dr. Watts/Computer 2
- Baldur's Gate II: Throne of Bhaal (2001) – Mazzy Fentan
- Kingdom Under Fire: A War of Heroes (2001)
- Atlantis: The Lost Empire – Search for the Journal (2001)
- The Powerpuff Girls: Chemical X-Traction (2001) – Princess Morebucks/Sedusa
- Ground Control: Dark Conspiracy (2000) – Sarah Parker
- Grandia II (2000) – Elena/Paella
- Ground Control (2000) – Sarah Parker/Squad & Dropship voce #6
- Alundra 2 (2000) – Ruby/Naomi/Rusty/Royal Girl B
- Baldur's Gate II: Shadows of Amn (2000) – Mazzy Fentan
- Sorcerous Stabber Orphen (2000) – Cleo/Quaris
- Star Wars: Force Commander (2000) – Building Lifter Pilot/Scanner Jammer Driver/Rullian Prisoner #2
- Gabriel Knight: Blood of the Sacred, Blood of the Damned (1999) – Madeline Buthane
- Metal Gear Solid: VR Missions (1999) (as Carren Learning) – Naomi Hunter
- Revenant (1999) – Andria/Harowen
- Planescape: Torment (1999) – Fall-from-Grace/Deionarra
- Return to Krondor (1998)
- Metal Gear Solid (1998) – Naomi Hunter
- Baldur's Gate (1998) – Dynaheir/Liia J/Serving Wench
- The X-Fools (1998)
- Descent to Undermountain (1997)
- Star Wars: X-Wing vs. TIE Fighter (1997)
- The Dark Eye (1995)
- Quest for Glory (1994) – Katrina